# Isomorfismo (teoria das categorias)
Um isomorfismo (ou iso), no contexto de teoria das categorias, é uma seta invertível. Mais precisamente, uma seta {\displaystyle h:a\rightarrow b} numa categoria {\displaystyle C} é um isomorfismo se e somente se existe {\displaystyle g:b\rightarrow a} tal que {\displaystyle g\circ h=id_{a}} e {\displaystyle h\circ g=id_{b}}. Nesse caso, {\displaystyle g}, a inversa de {\displaystyle f}, é única, e denotada por {\displaystyle f^{-1}}.
Toda seta iso é mono e epi, embora o contrário não seja necessariamente verdade. Por exemplo, na categoria formada por dois objetos {\displaystyle a} e {\displaystyle b}, os morfismos identidade, e um único morfismo {\displaystyle f:a\rightarrow b}, {\displaystyle f} é um monomorfismo e um epimorfismo, porém não é um isomorfismo.
Em conjuntos podemos pensar uma seta iso como sendo uma função bijetora.

## Igualdade e isomorfismo
Isomorfismo é uma das noções mais importantes em uma categoria. Por isso, é comum encontrar em várias demonstrações e construções as expressões único, a menos de isomorfismo e único, a menos de único isomorfismo.
O que estas expressões querem dizer é que determinado objeto pode existir como várias versões, mas todas estas versões são isomórficas. Na noção mais forte, este isomorfismo entre dois objetos também é único.
Para efeitos práticos, o isomorfismo faz com que objetos isomórficos comportem-se da mesma forma. Tudo que pode ser feito com um deles pode ser feito com o outro - basta compor setas com o isomorfismo entre estes objetos.

### Exemplos
- Na teoria dos corpos, o fecho algébrico existe é único a menos de isomorfismo. Por exemplo, o corpo {\displaystyle \mathbb {R} \,} pode ter como fecho algébrico um determinado conjunto de matrizes 2x2 ou um conjunto de pares ordenados (a,b) no qual é definida uma operação de produto, mas estas duas representações de {\displaystyle \mathbb {C} \,} são isomórficas. O isomorfismo, porém, não é único.
- Na construção de um corpo ordenado arquimediano completo, pode-se usar os cortes de Dedekind ou classes de equivalência de sequências de Cauchy. Estas duas representações de {\displaystyle \mathbb {R} \,} na categoria dos corpos são isomórficas, e o isomorfismo é único - diz-se portanto que o corpo ordenado arquimediano completo nesta categoria é único a menos de um único isomorfismo.